# William Rowan Hamilton

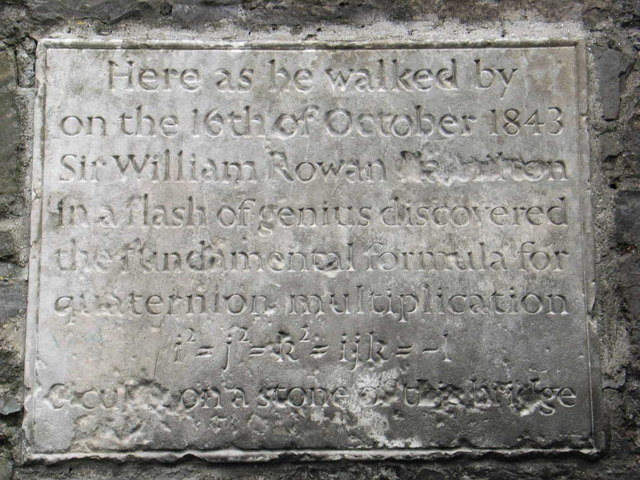
Tablica upamiętniająca powstanie kwaternionów na moście Brougham w Dublinie

Sir William Rowan Hamilton (ur. 4 sierpnia 1805 w Dublinie, zm. 2 września 1865) – irlandzki naukowiec: matematyk, astronom i fizyk matematyczny. Dyrektor obserwatorium astronomicznego w Dunsink, profesor uniwersytetu Trinity College w Dublinie i Królewski Astronom Irlandii. Laureat brytyjskiego Medalu Królewskiego (ang. Royal Medal) za 1835 rok, razem z Michaelem Faradayem.
Prace Hamiltona dotyczyły algebry, rachunku wariacyjnego, mechaniki teoretycznej i optyki. Wprowadził kwaterniony, liczby zespolone jako pary liczb rzeczywistych i określił w pewien sposób mnożenia i dodawania tych par. W mechanice klasycznej wprowadził nowy formalizm, alternatywny i do tego Newtona, i do wariacyjnej wersji Lagrange’a, zwany mechaniką hamiltonowską. Obecny w niej hamiltonian stał się podstawą późniejszej mechaniki kwantowej, a fundamentalne dla kwantów równanie Schrödingera jest odpowiednikiem klasycznego równania Hamiltona-Jacobiego.
W młodości Hamilton rozwinął ambicje opanowania liczby języków odpowiadającej liczbie jego lat. Założenia tego miał dotrzymać do 17 roku życia.